# Classifica di presenze della Primera División (Spagna)

## Classifica generale
Questo articolo descrive tutte le persone che hanno collezionato almeno 400 presenze nella Primera División. L'elenco tiene conto dei campionati a partire dal 1928-1929 fino ad oggi. In grassetto sono riportati i calciatori tuttora militanti in Primera División.
Elenco aggiornato al 17 agosto 2025.
| Pos. | Nazione              | Nome                       | Pres. | Reti | Stag. | Anni                          | Presenze per squadra                                                                                         |
| ---- | -------------------- | -------------------------- | ----- | ---- | ----- | ----------------------------- | --- |
| 1    | Spagna (bandiera)    | Andoni Zubizarreta         | 622   | -    | 17    | 1981-1998                     | 169 Athletic Bilbao, 301 Barcellona, 152 Valencia                                                            |
|      | Spagna (bandiera)    | Joaquín                    | 622   | 76   | 20    | 2001-2013 2015-2023           | 407 Betis, 158 Valencia, 57 Malaga                                                                           |
| 3    | Spagna (bandiera)    | Raúl García                | 609   | 112  | 20    | 2004-2024                     | 101 Osasuna, 216 Atlético Madrid, 292 Athletic Bilbao                                                        |
| 4    | Spagna (bandiera)    | Raúl                       | 550   | 228  | 16    | 1994-2010                     | 550 Real Madrid                                                                                              |
| 5    | Spagna (bandiera)    | Eusebio Sacristán          | 543   | 36   | 19    | 1983-2002                     | 246 Real Valladolid, 27 Atlético Madrid, 203 Barcellona, 67 Celta Vigo                                       |
| 6    | Spagna (bandiera)    | Francisco Buyo             | 542   | -    | 17    | 1980-1997                     | 199 Siviglia, 343 Real Madrid                                                                                |
| 7    | Spagna (bandiera)    | Sergio Ramos               | 536   | 77   | 19    | 2003-2021 2023-2024           | 67 Siviglia, 469 Real Madrid                                                                                 |
| 8    | Francia (bandiera)   | Antoine Griezmann          | 531   | 198  | 15    | 2010-                         | 141 Real Sociedad, 316 Atlético Madrid, 74 Barcellona                                                        |
| 9    | Spagna (bandiera)    | Daniel Parejo              | 527   | 77   | 17    | 2009-                         | 5 Real Madrid, 64 Getafe, 280 Valencia, 176 Villarreal                                                       |
| 10   | Spagna (bandiera)    | Manuel Sanchís Hontiyuelo  | 523   | 33   | 18    | 1983-2001                     | 523 Real Madrid                                                                                              |
| 11   | Argentina (bandiera) | Lionel Messi               | 520   | 474  | 17    | 2004-2021                     | 520 Barcellona                                                                                               |
| 12   | Spagna (bandiera)    | Jesús Navas                | 516   | 26   | 17    | 2003-2013 2017-2024           | 516 Siviglia                                                                                                 |
| 13   | Spagna (bandiera)    | Iker Casillas              | 510   | -    | 16    | 1999-2015                     | 510 Real Madrid                                                                                              |
| 14   | Spagna (bandiera)    | Xavi                       | 505   | 58   | 18    | 1997-2015                     | 505 Barcellona                                                                                               |
| 15   | Spagna (bandiera)    | Miquel Soler               | 504   | 12   | 20    | 1983-2003                     | 118 Espanyol, 81 Barcellona, 25 Atlético Madrid, 75 Siviglia, 14 Real Madrid, 39 Saragozza, 152 Maiorca      |
| 16   | Spagna (bandiera)    | Fernando Hierro            | 497   | 105  | 16    | 1987-2003                     | 58 Real Valladolid, 439 Real Madrid                                                                          |
| 17   | Spagna (bandiera)    | Koke                       | 486   | 38   | 16    | 2009-                         | 486 Atlético Madrid                                                                                          |
| 18   | Spagna (bandiera)    | José Mari Bakero           | 483   | 139  | 17    | 1980-1997                     | 223 Real Sociedad, 260 Barcellona                                                                            |
| 19   | Spagna (bandiera)    | Loren                      | 481   | 54   | 18    | 1984-2002                     | 354 Real Sociedad, 62 Athletic Bilbao, 65 Burgos                                                             |
|      | Spagna (bandiera)    | Sergio Busquets            | 481   | 11   | 15    | 2008-2023                     | 481 Barcellona                                                                                               |
| 21   | Spagna (bandiera)    | Joaquín Alonso             | 479   | 65   | 15    | 1977-1992                     | 479 Sporting Gijón                                                                                           |
| 22   | Spagna (bandiera)    | José Ramón Esnaola         | 469   | -    | 16    | 1967-1973 1974-1978 1979-1985 | 166 Real Sociedad, 303 Betis                                                                                 |
| 23   | Spagna (bandiera)    | José Ángel Iribar          | 466   | -    | 18    | 1962-1980                     | 466 Athletic Bilbao                                                                                          |
|      | Spagna (bandiera)    | Donato                     | 466   | 49   | 15    | 1988-2003                     | 163 Atlético Madrid, 303 Deportivo La Coruña                                                                 |
| 25   | Spagna (bandiera)    | Miguel Ángel Nadal         | 463   | 34   | 18    | 1986-1988 1989-2005           | 255 Maiorca, 208 Barcellona                                                                                  |
| 26   | Spagna (bandiera)    | Santillana                 | 461   | 186  | 17    | 1971-1988                     | 461 Real Madrid                                                                                              |
|      | Spagna (bandiera)    | Alberto Górriz             | 461   | 14   | 15    | 1978-1993                     | 461 Real Sociedad                                                                                            |
| 28   | Spagna (bandiera)    | Juan Antonio Larrañaga     | 460   | 15   | 14    | 1978-1993                     | 460 Real Sociedad                                                                                            |
|      | Spagna (bandiera)    | Manuel Jiménez Abalo       | 458   | 8    | 13    | 1979-1992                     | 420 Sporting Gijón, 38 Burgos                                                                                |
| 30   | Spagna (bandiera)    | Jesús María Zamora         | 455   | 63   | 15    | 1974-1989                     | 455 Real Sociedad                                                                                            |
| 31   | Spagna (bandiera)    | Cristóbal Parralo Aguilera | 454   | 14   | 14    | 1974-1989                     | 31 Barcellona, 137 Real Oviedo, 72 CD Logroñés, 214 Espanyol                                                 |
| 32   | Spagna (bandiera)    | Txiki Begiristain          | 453   | 90   | 15    | 1982-1997                     | 187 Real Sociedad, 223 Barcellona, 43 Deportivo La Coruña                                                    |
| 33   | Spagna (bandiera)    | Joseba Etxeberria          | 452   | 89   | 16    | 1994-2010                     | 7 Real Sociedad 445 Athletic Bilbao                                                                          |
| 34   | Spagna (bandiera)    | Diego                      | 450   | 12   | 14    | 1982-1996                     | 198 Betis, 252 Siviglia                                                                                      |
| 35   | Spagna (bandiera)    | Quini                      | 448   | 219  | 14    | 1970-1976 1977-1987           | 348 Sporting Gijón, 100 Barcellona                                                                           |
| 36   | Spagna (bandiera)    | Pedro Munitis              | 447   | 43   | 17    | 1994-1997 1998-2012           | 304 Racing Santander, 53 Real Madrid, 90 Deportivo La Coruña                                                 |
| 37   | Spagna (bandiera)    | Ismael Urzaiz              | 445   | 131  | 16    | 1990-1994 1995-2007           | 11 Albacete, 6 Celta Vigo, 20 Rayo Vallecano, 41 Espanyol, 367 Athletic Bilbao                               |
| 38   | Spagna (bandiera)    | Aritz Aduriz               | 443   | 158  | 18    | 2002-2020                     | 58 Valencia, 69 Maiorca, 316 Athletic Bilbao                                                                 |
| 39   | Spagna (bandiera)    | Andrés Iniesta             | 442   | 35   | 16    | 2002-2018                     | 442 Barcellona                                                                                               |
| 40   | Spagna (bandiera)    | Miguel Fuentes Azpiroz     | 439   | 7    | 14    | 1987-2001                     | 439 Real Sociedad                                                                                            |
|      | Spagna (bandiera)    | Roberto                    | 439   | 95   | 15    | 1981-1995 1998-1999           | 258 Valencia, 144 Barcellona, 37 Villarreal                                                                  |
|      | Francia (bandiera)   | Karim Benzema              | 439   | 237  | 14    | 2009-2023                     | 439 Real Madrid                                                                                              |
| 43   | Croazia (bandiera)   | Ivan Rakitić               | 438   | 61   | 13    | 2011-2024                     | 238 Siviglia, 200 Barcellona                                                                                 |
| 44   | Spagna (bandiera)    | Francisco Gento            | 437   | 128  | 19    | 1952-1971                     | 10 Racing Santander, 427 Real Madrid                                                                         |
| 45   | Spagna (bandiera)    | Francisco López Alfaro     | 436   | 42   | 15    | 1981-1993 1994-1997           | 258 Siviglia, 178 Espanyol                                                                                   |
|      | Brasile (bandiera)   | Daniel Alves               | 436   | 26   | 14    | 2002-2016                     | 175 Siviglia, 261 Barcellona                                                                                 |
| 47   | Spagna (bandiera)    | Fran                       | 435   | 44   | 14    | 1991-2005                     | 435 Deportivo La Coruña                                                                                      |
|      | Spagna (bandiera)    | Oscar de Marcos            | 435   | 25   | 16    | 2009-2025                     | 435 Athletic Bilbao                                                                                          |
| 49   | Spagna (bandiera)    | Iker Muniain               | 434   | 55   | 15    | 2009-2024                     | 434 Athletic Bilbao                                                                                          |
| 50   | Spagna (bandiera)    | Gallego                    | 433   | 26   | 19    | 1961-1980                     | 185 Siviglia, 248 Barcellona                                                                                 |
| 51   | Spagna (bandiera)    | Patxi Salinas              | 432   | 11   | 16    | 1982-1998                     | 239 Athletic Bilbao, 193 Celta Vigo                                                                          |
| 52   | Spagna (bandiera)    | Eloy Olaya                 | 430   | 77   | 15    | 1982-1997                     | 227 Sporting Gijón, 203 Valencia                                                                             |
| 53   | Spagna (bandiera)    | Gabi Fernández             | 429   | 24   | 16    | 2003-2018                     | 297 Atlético Madrid, 32 Getafe, 135 Real Saragozza                                                           |
| 54   | Spagna (bandiera)    | Rafael Gordillo            | 428   | 38   | 16    | 1976-1978 1979-1992 1994-1995 | 246 Betis, 182 Real Madrid                                                                                   |
| 55   | Spagna (bandiera)    | Juanfran Torres            | 427   | 16   | 16    | 2003-2019                     | 243 Atlético Madrid, 148 Osasuna, 30 Espanyol, 6 Real Madrid                                                 |
| 56   | Spagna (bandiera)    | José María Lumbreras       | 423   | 19   | 16    | 1980-1996                     | 223 Osasuna, 62 Saragozza, 138 Real Sociedad                                                                 |
| 57   | Spagna (bandiera)    | Fernando                   | 420   | 109  | 14    | 1983-1986 1987-1998           | 420 Valencia                                                                                                 |
|      | Spagna (bandiera)    | Santiago Cañizares         | 420   | -    | 17    | 1988-1989 1992-2008           | 74 Celta Vigo, 41 Real Madrid, 305 Valencia                                                                  |
|      | Spagna (bandiera)    | Patxi Puñal                | 420   | 22   | 13    | 2001-2014                     | 420 Osasuna                                                                                                  |
| 60   | Spagna (bandiera)    | Gerard Piqué               | 419   | 32   | 16    | 2006-2007- 2008-              | 22 Real Saragozza, 397 Barcellona                                                                            |
| 61   | Spagna (bandiera)    | Sergio González            | 418   | 34   | 13    | 1995-2011                     | 110 Espanyol, 294 Deportivo La Coruña, 14 Levante                                                            |
|      | Spagna (bandiera)    | Pablo Alfaro               | 418   | 7    | 15    | 1989-1998 2001-2007           | 107 Saragozza, 7 Barcellona, 130 Racing Santander, 11 Atlético Madrid, 34 Mérida, 129 Siviglia               |
|      | Spagna (bandiera)    | Roberto López Ufarte       | 418   | 112  | 14    | 1975-1989                     | 363 Real Sociedad, 27 Atlético Madrid, 28 Betis                                                              |
| 64   | Spagna (bandiera)    | Pirri                      | 417   | 123  | 16    | 1964-1980                     | 417 Real Madrid                                                                                              |
|      | Spagna (bandiera)    | Julio Salinas              | 417   | 152  | 17    | 1982-1997 1998-2000           | 68 Athletic Bilbao, 75 Atlético Madrid, 146 Barcellona, 24 Deportivo La Coruña, 54 Sporting Gijón, 50 Alavés |
|      | Spagna (bandiera)    | Bittor Alkiza              | 417   | 19   | 14    | 1991-2005                     | 130 Real Sociedad, 287 Athletic Bilbao                                                                       |
| 67   | Spagna (bandiera)    | Carmelo                    | 416   | -    | 17    | 1950-1967                     | 334 Athletic Bilbao, 82 Espanyol                                                                             |
| 68   | Spagna (bandiera)    | José Francisco Molina      | 415   | -    | 13    | 1994-2007                     | 23 Albacete, 189 Atlético Madrid, 169 Deportivo La Coruña, 34 Levante                                        |
| 69   | Spagna (bandiera)    | Txetxu Rojo                | 414   | 48   | 17    | 1965-1982                     | 414 Athletic Bilbao                                                                                          |
|      | Spagna (bandiera)    | Luis Arconada              | 414   | -    | 16    | 1973-1989                     | 414 Real Sociedad                                                                                            |
|      | Spagna (bandiera)    | José Antonio Camacho       | 414   | 9    | 16    | 1973-1989                     | 414 Real Madrid                                                                                              |
| 72   | Spagna (bandiera)    | Fernando Navarro           | 412   | 3    | 19    | 2001-2018                     | 76 Deportivo La Coruña, 203 Siviglia, 106 Maiorca, 28 Barcellona, 7 Albacete                                 |
| 73   | Spagna (bandiera)    | Joan Capdevila             | 410   | 36   | 15    | 1998-2011 2012-2014           | 60 Espanyol, 31 Atlético Madrid, 179 Deportivo La Coruña, 140 Villarreal                                     |
| 74   | Spagna (bandiera)    | Alberto Lopo               | 409   | 19   | 20    | 1999-2018                     | 178 Espanyol, 191 Deportivo La Coruña, 40 Getafe                                                             |
|      | Spagna (bandiera)    | José Luis Caminero         | 408   | 57   | 14    | 1989-1992 1993-2004           | 259 Real Valladolid, 149 Atlético Madrid                                                                     |
| 76   | Spagna (bandiera)    | Raúl Tamudo                | 407   | 146  | 15    | 1996-1998 1999-2012           | 340 Espanyol, 31 Real Sociedad, 36 Rayo Vallecano                                                            |
| 77   | Spagna (bandiera)    | Andoni Iraola              | 406   | 33   | 12    | 2003-2015                     | 406 Athletic Bilbao                                                                                          |
| 78   | Spagna (bandiera)    | Iñigo Martínez             | 405   | 22   | 14    | 2011-2025                     | 205 Real Sociedad, 152 Athletic Bilbao, 48 Barcellona                                                        |
| 79   | Spagna (bandiera)    | Míchel                     | 404   | 97   | 15    | 1981-1996                     | 404 Real Madrid                                                                                              |
| 80   | Spagna (bandiera)    | Juan Carlos Valerón        | 403   | 34   | 15    | 1997-2013 2015-2016           | 36 Maiorca, 65 Atlético Madrid, 289 Deportivo La Coruña, 13 Las Palmas                                       |
| 81   | Spagna (bandiera)    | Marcos Martín              | 402   | 25   | 15    | 1987-1988 1989-1998 2000-2005 | 171 Maiorca, 209 Siviglia, 22 Mérida                                                                         |
| 82   | Spagna (bandiera)    | César Sánchez              | 401   | -    | 20    | 1991-1992 1993-2008 2009-2012 | 206 Real Valladolid, 20 Real Madrid, 110 Saragozza, 63 Valencia, 2 Villarreal                                |
|      | Spagna (bandiera)    | Adelardo Rodríguez         | 401   | 73   | 17    | 1959-1976                     | 401 Atlético Madrid                                                                                          |
| 84   | Spagna (bandiera)    | Luis Enrique               | 400   | 102  | 15    | 1989-2004                     | 36 Sporting Gijón, 157 Real Madrid, 207 Barcellona                                                           |